# Donatello
Donatello (født Donato di Niccolò di Betto Bardi omkring 1386 i Firenze, død 13. december 1466) var en italiensk renæssancekunstner og var en af ungrenæssancens største billedhuggere. Donatello er kendt som ham, der genopfandt billedhuggerkunsten i sin samtid og arbejdede i bronze, sten, træ og terrakotta, og lavede både relieffer, akt, rytterstatuer og siddende og stående enkeltfigurer.